# منعم (السبرة)

تعديل مصدري - تعديل

منعم هي إحدى قرى عزلة عروان بمديرية السبرة التابعة لمحافظة إب، بلغ تعداد سكانها 1154 نسمة حسب تعداد اليمن لعام 2004.